# 산드뷔절
| 실루리아기                     | 란도버리세 | 루단절     | 이후         |
| 오르도비스기                   | 후기       | 허난트절   | 443.8 445.2– |
| 오르도비스기                   | 후기       | 케이티절   | 445.2 453.0– |
| 오르도비스기                   | 후기       | 산드뷔절   | 453.0 458.4– |
| 오르도비스기                   | 중기       | 다리윌절   | 458.4 467.3– |
| 오르도비스기                   | 중기       | 다핑절     | 467.3 470.0– |
| 오르도비스기                   | 전기       | 플로절     | 470.0 477.7– |
| 오르도비스기                   | 전기       | 트레마독절 | 477.7 485.4– |
| 캄브리아기                     | 푸룽세     | 제10절     | 이전         |
| IUGS의 오르도비스기 시대 구분. |            |            |              |

산드뷔절은 오르도비스기 후기의 첫 절이다. 스웨덴 스코네주 룬드시에 있는 마을인 쇠드라산드뷔에서 이름을 가져왔다.